# Triglochin maritimum
Triglochin maritimum, também conhecida como Triglochin maritima ou Triglochin concinna, é uma espécie de planta com flor pertencente à família Juncaginaceae. 
A autoridade científica da espécie é L., tendo sido publicada em Sp. Pl.: 339. 1753.

## Distribuição
Ela pode ser encontrada em manguezais de água doce e salobra, praias de areia húmidas, campos de gramíneas e charcos. Ela pode ser encontrada na região florística circumboreal, estando presente em todo o Hemisfério Norte. Nas Ilhas Britânicas ela é muito comum na costa, mas rara no interior. 

### Portugal
Trata-se de uma espécie presente no território português, nomeadamente em Portugal Continental.
Em termos de naturalidade é nativa da região atrás indicada.

## Protecção
Não se encontra protegida por legislação portuguesa ou da Comunidade Europeia.